# Varanops
Varanops is een geslacht van uitgestorven varanopide synapsiden bekend uit het Vroeg-Perm van Texas en Oklahoma van de Verenigde Staten. 

## Naamgeving
Het werd benoemd in 1911 door Samuel Wendell Williston als een tweede soort van Varanosaurus, Varanosaurus brevirostris. In 1914 heeft Samuel W. Williston het in een voetnoot toegewezen aan zijn eigen geslacht en de typesoort is Varanops brevirostris. 

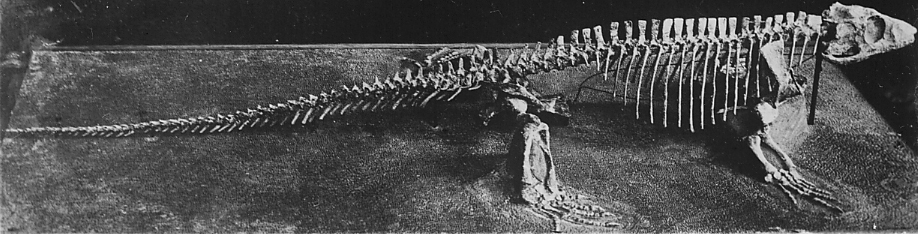
Varanosaurus brevirostris

De geslachtsnaam betekent 'varaangezicht'. De soortaanduiding betekent 'met de korte snuit'.

## Ontdekking
Varanops brevirostris is bekend van het holotype FMNH UC 644, een driedimensionaal bewaard bijna compleet en in verband liggende skelet inclusief een bijna complete schedel en kaken. Het werd verzameld in de Indian Creek, 35 vindplaats (=Cacops Bonebed) van de Arroyoformatie van de Clear Fork Group, Baylor County van Texas, daterend uit het vroege Kungurien van het Cisuralien, ongeveer 279,5-272,5 miljoen jaar geleden. Veel goed bewaarde exemplaren van dezelfde vindplaats en horizon van het type-exemplaar, waaronder FMNH UR 2423, bijna volledige schedel en kaken, MCZ 1926, volledige schedel en kaken en FMNH P 12841, gedeeltelijk skelet, zijn toegewezen aan Varanops brevirostris. Een in verband liggend skelet met bijtwonden werd gevonden in het zuidwesten van Abilene (Arroyo-formatie), Taylor County in Texas. Exemplaren OMNH 73156-73178 van Varanops brevirostris werden daarnaast verzameld in de Richards Spur van de Garberformatie (Dolese Brothers Limestone Quarry) van de Sumner Group, Comanche County van Oklahoma, van een gelijke ouderdom. Die overblijfselen waren afkomstig van ten minste drie individuen en vertegenwoordigen het eerste varanodontine materiaal van de Richards Spur. Ten slotte werd TMM 43628-1, een gedeeltelijk skelet met een bijna volledige schedel, verzameld in de vindplaats Mud Hill, van de Valeformatie van de Clear Fork Group, Taylor County, van dezelfde ouderdom.

## Beschrijving
Varanops was een grote 'pelycosauriër' (basale synapside), ongeveer zo groot als de moderne varanen. Hij was ongeveer honderdtwintig centimeter lang en had grote en lange ledematen en scherpe, afgeplatte en naar achteren gebogen tanden. De voorste tanden waren vrij klein maar die in het midden van de kaken waren langer. Hij was een van de vele behendige, vraatzuchtige roofdieren onder de synapsiden van die periode. Ook al was hij groot voor zijn tijd, Varanops was erg klein in vergelijking met de dinosauriërs die veel later kwamen. De schedel had een driehoekig profiel in bovenaanzicht, met een spitse snuit. De onderkaak was laag en had achteraan een venster. De nek was kort. De doornuitsteeksels van de rug waren hoog. Het midden en uiteinde van de staart waren dun.

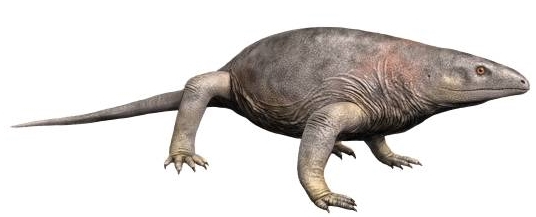
Varanops komt in bouw niet overeen met enig modern dier

In 2010 werd een aantal autapomorfieën vastgesteld, unieke afgeleide eigenschappen. Het bovenkaaksbeen heeft een hoge opgaande tak die haaks staat op de tandenrij. De opgaande tak van het bovenkaaksbeen heeft op de zijwand een voorste en achterste uitholling die ongeveer even groot zijn. Het bovenkaaksbeen heeft een lang trogvormig facet als raakvlak met het traanbeen, naar voren doorlopend langs de voorste bovenrand van de basis van de opgaande tak uit. Het postorbitale mist het tuberculum. Bij het postorbitale lopen de bovenzijde en zijwand glad in elkaar over. De processus basipterygoidei zijn extreem ontwikkeld met overdwars langwerpige raakvlakken. De ruggenwervels hebben aan de bases van de doornuitsteeksels langwerpige uithollingen op de zijwand. De achterste ruggenwervels hebben doornuitsteeksels die in zijaanzicht naar boven taps toelopen, veel sterker dan bij de voorste ruggenwervels. Het dijbeen heeft boven het niveau van de vierde trochanter een uitholling op de voorste buitenrand.

## Fylogenie
Varanops is het typegeslacht van de familie Varanopidae. Cladistische analyse uitgevoerd door Nicolás E. Campione en Robert R. Reisz in 2010 suggereert dat Varanops een afgeleide varanodontine is, een zustertaxon van de clade gevormd door Varanodon en Watongia.